# Lijst van schilderijen in het Rijksmuseum Amsterdam/En-Ez
Lijst van schilderijen in het Rijksmuseum Amsterdam met werken van schilders van wie de achternaam begint met de letters En t/m Ez. Vermeldingen in het grijs geven aan dat het werk geen deel meer uitmaakt van de collectie van het Rijksmuseum, bijvoorbeeld omdat het in bruikleen gegeven is aan een andere instelling of omdat het teruggegeven is aan de bruikleengever.
| Inventarisnummer | Toeschrijving                           | Titel | Datering      | Afbeelding |
| ---------------- | --------------------------------------- | --- | ------------- | ---------- |
| SK-C-1772        | Cornelis Engebrechtsz.                  | Drieluik met de bewening | 1508-1510     |            |
| SK-A-859         | Cornelis Engebrechtsz.                  | Christus aan het kruis met Maria, Johannes, Maria Magdalena en de heiligen Caecilia en Barbara (links) en Petrus, Franciscus en Hieronymus (rechts) | Ca. 1505-1510 |            |
| SK-A-1719        | Cornelis Engebrechtsz.                  | Christus neemt afscheid van Maria | Ca. 1515-1520 |            |
| SK-A-2232        | Cornelis Engebrechtsz.                  | Christus’ tweede bezoek aan het huis van Maria en Martha                                                                                            | Ca. 1515-1520 |            |
| SK-A-1508        | Omgeving van Cornelis Engebrechtsz.     | Kruisiging | Ca. 1510-1520 |            |
| SK-C-285         | Adolf Karel Maximiliaan Engel           | Landschap met vee | 1827          |            |
| SK-A-1033        | Willem Jodocus Mattheus Engelberts      | De poelierster | 1830          |            |
| SK-A-4074        | Willem Jodocus Mattheus Engelberts      | Zelfportret in het uniform van de Jagers | 1831          |            |
| SK-A-4775        | Toegeschreven aan Cornelis Engelsz.     | Portret van Floris Gerritsz. Overrijn van Schoterbosch                                                                                              | 1604          |            |
| SK-A-4774        | Toegeschreven aan Cornelis Engelsz.     | Portret van Gerrit Willemsz. Overrijn van Schoterbosch                                                                                              | 1605          |            |
| SK-A-4776        | Toegeschreven aan Cornelis Engelsz.     | Portret van Johan Gerritsz. van Schoterbosch | 1620          |            |
| SK-A-4771        | Toegeschreven aan Cornelis Engelsz.     | Portret van Frans Overrijn van Schoterbosch | Ca. 1620      |            |
| SK-A-4772        | Toegeschreven aan Cornelis Engelsz.     | Portret van Pieter Salina | Ca. 1620      |            |
| SK-A-4773        | Toegeschreven aan Cornelis Engelsz.     | Portret van Willem Fransz. Overrijn van Schoterbosch                                                                                                | Ca. 1620      |            |
| SK-A-2533        | J. Ephraim                              | Portret van Pieter Hendrik van Gelder | 1887          |            |
| SK-A-4752        | J. Ephraim                              | Portret van Pieter Hendrik van Gelder | 1887          |            |
| SK-A-1929        | Vigilius Erichsen                       | Portret van Catharina II, keizerin van Rusland | 1749-1782     |            |
| SK-A-2250        | Jacob Esselens                          | Strandgezicht | 1650-1687     |            |
| SK-A-2322        | Jacob Esselens                          | Landschap met jagers | 1660-1687     |            |
| SK-A-2981        | Jan van Essen                           | Rustende leeuwin | 1885          |            |
| SK-A-3080        | William Charles Estall                  | Een kudde schapen | 1880-1897     |            |
| SK-A-107         | Allaert van Everdingen                  | Zweeds landschap met waterval | 1650-1675     |            |
| SK-A-108         | Allaert van Everdingen                  | Zweeds landschap | 1650-1675     |            |
| SK-A-1510        | Allaert van Everdingen                  | De geschutgieterij van Hendrik Trip in Julita Bruk in Zweden                                                                                        | 1650-1675     |            |
| SK-A-691         | Allaert van Everdingen                  | Zweeds landschap met een watermolen | 1655          |            |
| SK-C-1517        | Caesar van Everdingen                   | Pan en Syrinx | Ca. 1637-1640 |            |
| SK-A-4882        | Caesar van Everdingen                   | Pan en Syrinx | Ca. 1637-1640 |            |
| SK-A-4878        | Caesar van Everdingen                   | Een jonge vrouw warmt haar handen boven een vuurtest, allegorie op de Winter                                                                        | Ca. 1644-1648 |            |
| SK-A-5005        | Caesar van Everdingen                   | Meisje met een brede hoed | Ca. 1645-1650 |            |
| SK-A-1339        | Caesar van Everdingen                   | Portretten van Willem Jacobsz. Baert en Elisabeth van Kessel                                                                                        | 1671          |            |
| SK-A-1340        | Caesar van Everdingen                   | Portretten van Willem Jacobsz. Baert en Elisabeth van Kessel                                                                                        | 1671          |            |
| SK-A-992         | Willem Eversdijck                       | Portret van Cornelis Fransz. Eversdijck | 1660-1666     |            |
| SK-A-993         | Willem Eversdijck                       | Portret van Nicolaes Blancardus | 1666          |            |
| SK-A-994         | Willem Eversdijck                       | Portret van Maria Eversdijck | 1666          |            |
| SK-A-3829        | Toegeschreven aan Willem Eversdijck     | Allegorie op de bloei van de Nederlandse visserij na de Tweede Engelse Zeeoorlog                                                                    | 1667-1671     |            |
| SK-A-2399        | Barthélemy van Eyck                     | Stilleven met boeken in een nis Zie Annunciatietriptiek van Aix                                                                                     | 1442-1445     |            |
| SK-A-619         | Toegeschreven aan Nicolaas van Eyck (I) | Infanteriegevecht bij een brug | 1627-1679     |            |
| SK-A-1035        | Jean-Baptiste Van Eycken                | Schilder worden | 1825-1827     |            |